# الضاحية الجنوبية (بيروت)
الضاحية الجنوبية أو ضاحية بيروت الجنوبية هي منطقة لبنانية تتألّف من عدّة بلديات وبلدات، وتكمن أهميتها الإستراتيجية في وجود مطار بيروت الدولي ضمن نطاقها ووزارة العمل اللبنانية الجامعة اللبنانية الذي يعتبر مدخلها السفلي من جهة الليلكي. من أهم مناطقها: الشياح، الغبيري، برج البراجنة، حارة حريك، حي السلم، الليلكي، الأوزاعي، المريجة، تحويطة الغدير.

## الموقع
تقع الضاحية الجنوبية بين ساحل بيروت الجنوبي وبداية جبل لبنان شرق بيروت. وتتبع إداريا لمحافظة جبل لبنان (قضاء بعبدا)، وكانت تُعرف سابقاً بـ”ساحل المتن الجنوبي”.

## السكان
يبلغ حاليا عدد سكان المنطقة نحو 976 ألف نسمة معظمهم من الطائفة الشيعية مع وجود أقلية سنية ومسيحية ، ويتوزعون على أكثر من 192 ألف أسرة بمعدل 4.5 أشخاص للأسرة الواحدة، وفيها ما يزيد على 70 ألف وحدة سكنية.
وتضم الضاحية الجنوبية العديد من الكنائس التي تلاصق المساجد في بعض المناطق مما يعتبر تنوعا وغنىً لهذه المنطقة التي لا تخلوا من التعايش الإسلامي المسيحي.
وبحسب مسح إدارة الإحصاء المركزي لعام 2007 فإن 50.3% من سكانها هم من الجنوب، و 24.3% من البقاع، و 9.7% من بيروت، و 15% من جبل لبنان، و 0.7% من الشمال، و 0.1% من حملة جنسية قيد الدرس. والجدير بالذكر أن الإحصائيات هذه لا تتضمن اللاجئين الفلسطينيين والسوريين، إذ ارتفعت أعداد اللاجئين السوريين في الضاحية الجنوبية بشكل كبير خصوصاً بعد اشتداد الأزمة السورية.
ازداد عدد النازحين الشيعة إلى هذه المنطقة مع بداية الحرب الأهلية اللبنانية عام 1975، إذ اضطر أكثر من 50 ألفا من سكان الأحياء الشرقية للعاصمة بيروت إلى ترك مناطقهم بعد أن ضايقتهم المليشيات المسيحية، وكذلك سكّان الجنوب الذين نزحوا إليها نتيجة الاعتداءات الإسرائيلية المتكررة على مناطقهم. والقسم الآخر هاجر من منطقة البقاع بسبب الحرمان الموجود وإهمال الحكومات المتعاقبة في تحسين الظروف الاجتماعية والمعيشية في منطقة البقاع.
واشتد اكتظاظ هذه المنطقة بعد هجرة اللاجئين السوريين إليها بسبب تدنيّ مستوى الإيجارات نسبة إلى باقي المناطق قي بيروت ومحيطها، ولوجود مخيم برج البراجنة للاجئين الفلسطينيين الذي يبلغ عدد سكانه حوالي 95 ألف نسمة.

## التاريخ
ورد أقدم ذكر تاريخي لهذه المنطقة في مخطوطة نادرة للمؤرخ صالح بن يحيى التنوخي (توفي بعد 1453 م)، حيث ذُكر قصة امتناع سكان قرية “البرج” -المعروفة اليوم بـ”برج البراجنة”- عن دفع إقطاع الأرض لأحد الأمراء الدروز، وقتلهم “العبد” الذي بعثه لهذا الغرض ورميهم إياه في بئر يُعرف مكانه اليوم بـ”بئر العبد”.
وفي مطلع القرن العشرين برز في هذه المنطقة “رائد الحركة الاستقلالية العربية” عبد الكريم قاسم خليل الذي ترأس مؤتمر باريس الشهير عام 1913 لمناهضة السلطنة العثمانية، لكنه سرعان ما أعدم في 20 يوليو/تموز 1916 مع بعض رفاقه. وفي مطلع خمسينيات القرن نفسه أصبحت منطقة الضاحية تربة خصبة لكل الأفكار القومية واليسارية والاشتراكية، حيث كان لبنان مسرحا تبارز عليه الرئيس كميل شمعون والزعيم جمال عبد الناصر، وكان خيار الضاحية ناصرياً بامتياز.
ظل الوضع على ما هو عليه حتى عام 1968 تاريخ توافد الفدائيين الفلسطينيين إلى لبنان، حينها انخرط العديد من أبناء الضاحية في صفوف المقاومة الفلسطينية وتحديداً حركة التحرير الفلسطينية (فتح)، معلنين تأييدهم للعمل الفدائي ضد المحتل الإسرائيلي. إلا أن نقطة التحول البارزة كانت مع ولادة مشروع الحركة الإسلامية الشيعية في لبنان على يد السيد موسى الصدر الذي اتخذ من إحدى بلداتها (الشياح) مقراً له وأسس حركة أمل لمقاومة الاحتلال الإسرائيلي، وتزامن ذلك مع اندلاع الحرب الأهلية اللبنانية عام 1975. وفي عام 1978 غُيّب موسى الصدر. وقد تأثر سكان هذه المنطقة الشيعة بأفكاره وبالثورة الإسلامية الإيرانية من أجل مقاومة الكيان الإسرائيلي.

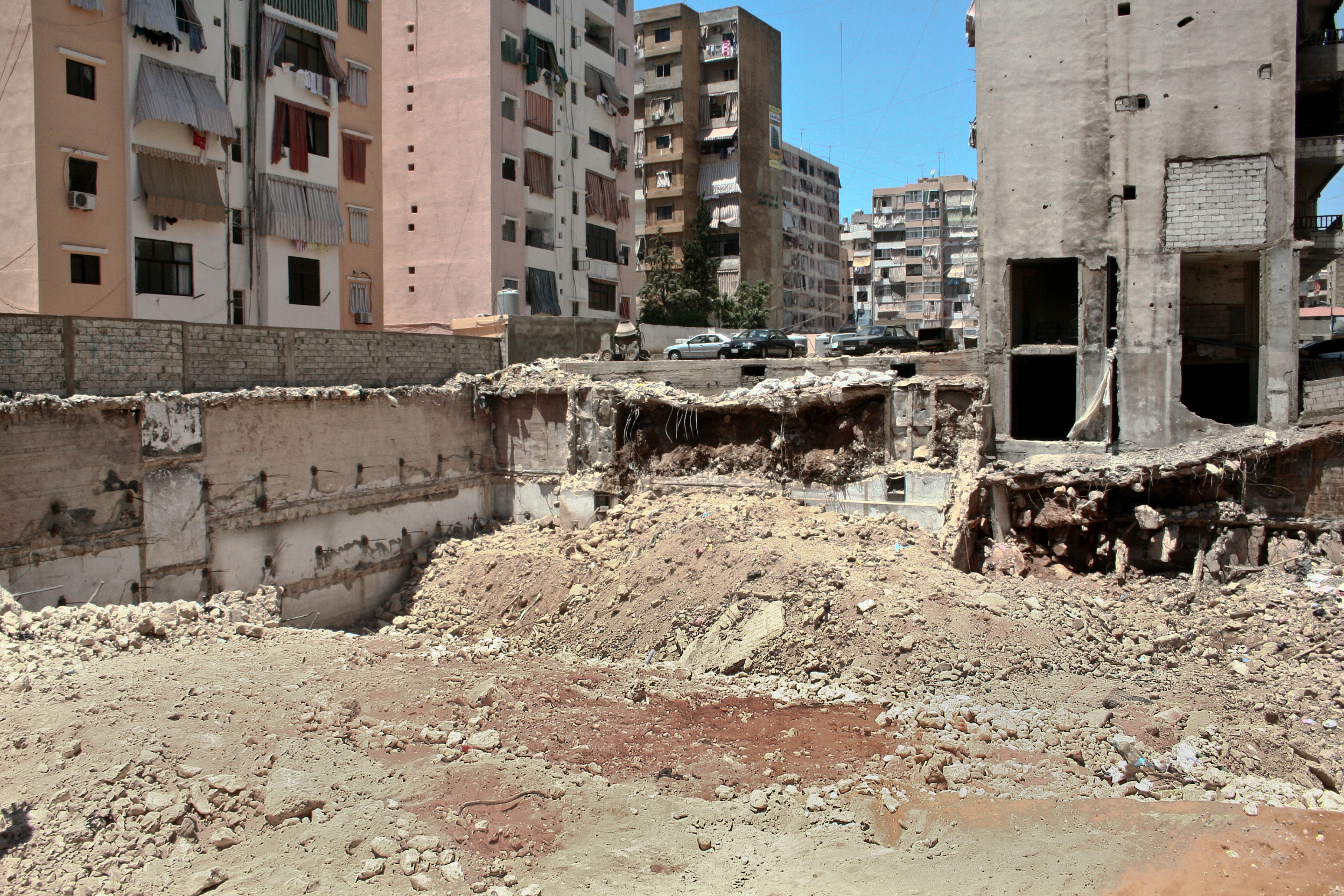
حفرة ناجمة عن دمار المباني في الضاحية الجنوبية في ضاحية بيروت الجنوبية بعد عامين من العدوان الإسرائيلي على لبنان عام 2006.

كانت المحطة الفاصلة في تاريخ الضاحية في صيف 1982 عند التصدّي لتقدّم الجيش الإسرائيلي من محلّة الأوزاعي الليلكي مع تشكيل تنظيم المقاومة الإسلامية المعروف اليوم بـ”حزب الله”. ومنذ ذلك الحين بدأت فصول العلاقة الإستراتيجية بين هذا التنظيم والضاحية الجنوبية لبيروت التي أصبحت معقلاً أمنياً وسياسياً وثقافياً له، وتضم مساكن عدد من علماء الشيعة وقادة الحزب، مما جعلها هدفاً مباشراً للاعتداءات الإسرائيلية ولا سيما خلال حرب تموز 2006.
فقد تبنت إسرائيل خلال هذه الحرب ما أسمته “مبدأ الضاحية” القائم على التدمير الواسع لمبانيها وبنيتها التحتية وفقا لسياسة “الأرض المحروقة” وتحقيقا لإستراتيجية “الردع” والتي لم تثمر عن أي نجاح بعدما نجح حزب الله في فرض توازن الرعب ووضع معادلة تدمير أبنية في تل أبيب مقابل بناء في الضاحية. وبعد الحرب السورية تعرضت المنطقة لتفجيرات هزّتها عدة مرّات على أيدي الإرهابيين التكفيريين من داعش وجبهة النصرة.
في فجر يوم السبت بتاريخ 28 ايلول 2024 تعرضت الضاحية الجنوبية الى القصف ب 33 صاروخ من قبل أسرائيل وسبق هذا الهجوم اعلان من قبل افيخاي ادرعي يطالب فيه كل المدنين بأخلاء بعض المناطق المحددة وذلك لادعائه احتوائها على مخازن أسلحة تابعة لحزب الله

## الاقتصاد
تبلغ نسبة الناشطين اقتصاديا في الضاحية الجنوبية نحو 44% يتوزّعون على مستويات تعليم مختلفة: 2.1% أميّون، و30.4% تعليمهم ابتدائي، و 29.5% تعليمهم متوسط، و13% تعليمهم ثانوي، و 16.5% تعليمهم جامعي. ويتجاوز عدد المؤسسات التجارية والاقتصادية فيها 37 ألفاً، ويقارب عدد مستشفياتها ثمانية، ويزيد عدد الفروع المصرفية فيها على المائة.

## السياسة
تعتبر الضاحية الجنوبية ابرز معاقل حزب الله اللبناني حيث أن الأغلبية الساحقة من السكان على مختلف طوائفهم يؤيدون الحزب

## عاشوراء
يحيي حزب الله في كل عام ذكرى عاشوراء في الضاحية الجنوبية بمسيرة حاشد يشارك فيها مئات الآلاف من المواطنين حيث يحتشد المواطنين من مختلف المناطق اللبنانية

## وصلات خارجية
- موقع الضاحية الجنوبية